# Symphytum cycladense
Symphytum cycladense ist eine Pflanzenart aus der Familie der Raublattgewächse (Boraginaceae). Sie ist auf lediglich zwei Inseln der griechischen Kykladen endemisch.

## Beschreibung

### Erscheinungsbild und Laubblatt
Symphytum cycladense wächst als ausdauernde, krautige Pflanze und besitzt eine dicke, nicht kriechende Wurzel; sterile Triebe sind nicht vorhanden. Der Stängel erreicht Wuchshöhen von 5 bis 20 Zentimeter. Er ist einfach, gegabelt oder wenig verzweigt. Die oberirdischen Pflanzenteile sind dicht und ziemlich weich zottenhaarig mit längeren und kürzeren Borstenhaaren und sehr kurzen Hakenhaaren ausgestattet.
Die zahlreichen in grundständigen Rosetten stehenden, bis 11 Zentimeter langen und 3,5 Zentimeter breiten Laubblätter sind kurz gestielt. Die einfache, dickliche, auf der Unterseite graufilzige Blattspreite ist eiförmig bis eiförmig-länglich mit verschmälertem Grund, abgerundeter bis etwas stumpfer Spitze und sehr kurz und dicht wellig gezähntem Rand. Es sind nur wenige Stängelblätter vorhanden; sie sind wechselständig angeordnet und kleiner als die Grundblätter.

### Blütenstand und Blüte
Symphytum cycladense bildet endständige, wenig- bis ziemlich vielblütige, zur Blütezeit dichte Doppelwickel aus. Die zwittrigen Blüten sind radiärsymmetrisch und fünfzählig mit doppelter Blütenhülle. Die fünf Kelchblätter sind 6 bis 7 (bis 9) Millimeter lang und zu etwa einem Drittel bis zu einem Achtel ihrer Länge miteinander verwachsen. Die dicht seidig-zottig behaarten Kelchzipfel sind lineal-lanzettlich mit stumpfer bis abgerundeter Spitze. Die fünf weißen, sich beim Trocknen blau verfärbenden Kronblätter bilden die 13 bis 16,5 Millimeter große Krone, deren freie Kronzipfel mit 1 bis 1,7 Millimetern Länge mindestens achtmal kürzer sind als die enge Kronröhre. Die fünf zungenförmigen, 1,6 bis 4 Millimeter langen Schlundschuppen sind in der Krone eingeschlossen. Ihr Rand ist an der Spitze dicht und in mehreren Reihen, gegen den Grund locker mit kegelförmigen bis schief kegelförmigen Papillen besetzt, die nicht mehr als 1,5 mal so lang wie breit sind. Es ist nur ein Kreis mit fünf Staubblättern vorhanden, die 2,6 bis 4,3 Millimeter lang werden. Der schmal längliche, 2 bis 3 Millimeter lange Staubbeutel ist vier- bis sechsmal so lang wie breit und zwei- bis dreimal so lang wie der Staubfaden. Die Frucht ist unbekannt.

### Chromosomenzahl
Die Chromosomenzahl beträgt 2n = 30.

## Vorkommen, Gefährdung und Schutzmaßnahmen
Symphytum cycladense ist auf den benachbarten Kykladen-Inseln Sikinos und Kardiotissa in Griechenland beheimatet. Er besiedelt schattige, steinige und felsige Habitate auf Kalkstein in Höhenlagen von 90 bis 300 Meter.
Symphytum cycladense wird auf Grund der geringen Bestandszahlen von der IUCN bis zum Vorliegen aktuellerer Informationen vorsorglich in ihrer Roten Liste gefährdeter Arten als „Vulnerable – gefährdet“ kategorisiert. Er wird auch in der nationalen Roten Liste Griechenlands angeführt.
Als Gegenmaßnahme auf multilateraler Ebene wird Symphytum cycladense in Anhang I der Berner Konvention als streng geschützte Art ausgewiesen. Diese Schutzmaßnahme wird auf Ebene der Europäischen Union mit der Richtlinie 92/43/EWG (Fauna-Flora-Habitat-Richtlinie) umgesetzt, wodurch für seine Erhaltung besondere Schutzgebiete ausgewiesen werden müssen. Der Dringlichkeit wurde durch die Definition als „prioritäre Art“ Rechnung getragen. Kardiotissa und Teile der Insel Sikinos sind als Natura 2000-Gebiet Folegandros Ost bis Sikinos West (Φολέγανδρος ανατολική μέχρι δυτική Σίκινο) GR 4220004 ausgewiesen.

## Systematik
Symphytum cycladense wurde 1971 von Bogumil Pawłowski (1898–1971) erstbeschrieben. Ein Synonym für Symphytum cycladense Pawł. ist Symphytum davisii Wickens subsp. cycladense (Pawł.) Stearn.